# Puerto del Rosario

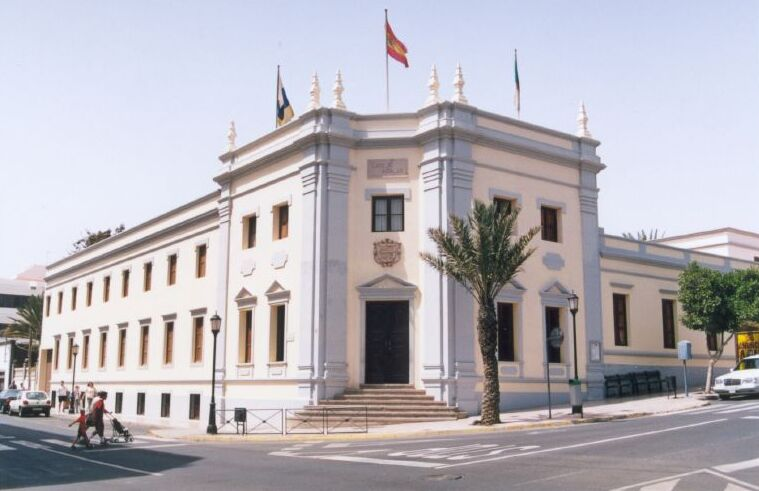
Gebäude der Inselregierung

Puerto del Rosario ist die Inselhauptstadt der zu Spanien gehörenden Kanarischen Insel Fuerteventura. Gleichzeitig bezeichnet der Name eine der sechs Gemeinden der Insel.

## Orte der Gemeinde
Die Bevölkerungszahlen in Klammern stammen aus dem Jahr 2011.
- Puerto del Rosario (28.528)
- El Matorral (2.176)
- Puerto Lajas (927)
- Tetir (863)
- Los Estancos (660)
- Casillas del Angel (518)
- La Asomada (418)
- El Time (315)
- Tefia (252)
- La Ampuyenta (234)
- Llanos de la Concepción (220)
- Tesjuates (215)
- La Matilla (156)
- Guisguey (141)
- Las Parcelas (27)
- Puertito de los Molinos (14)

## Geschichte
Seit 1860 ist das damalige Puerto de Cabras (das heutige Puerto del Rosario) Inselhauptstadt. Sie löste Antigua ab, die es nur vorübergehend seit 1834 war. Davor war es seit der spanischen Eroberung durch Jean de Béthencourt der Ort Betancuria. Den Namen Puerto del Rosario trägt der Ort seit 1956, als er von Puerto de Cabras (Ziegenhafen) in Puerto del Rosario (Hafen vom Rosenkranz) umbenannt wurde, nach der Madonna vom Rosenkranz, der Schutzpatronin des Ortes. Das Tal südlich der Hauptstadt heißt auch heute noch Barranco de Cabras.
Gegründet wurde der Ort erst im 18. Jahrhundert, zuvor war die Küste aus Furcht vor Piratenüberfällen nicht besiedelt. Gegen Ende des 19. Jahrhunderts sorgten englische Kaufleute für ersten Wohlstand der Stadt. Es begann der Handel mit auf der Insel gebranntem Kalk. Außerdem war auf Fuerteventura das Brennmaterial knapp, so wurde englische Steinkohle importiert. Weiterer Handel wurde mit der auf der Insel gezüchteten Cochenille-Laus gemacht. Sie gab den begehrten roten Farbstoff Karmin. Mit dem neuen Handelshafen wurde Puerto de Cabras schnell zum größten Ort der Insel. Gegen Anfang des 20. Jahrhunderts war die Blüte des Hafenortes allerdings schon wieder vorbei. In den 1920er Jahren war Fuerteventura zum Verbannungsort geworden. 1924 verbannte die Militärregierung von Miguel Primo de Rivera den spanischen Schriftsteller Miguel de Unamuno nach Puerto de Cabras, nach vier Monaten aber floh dieser nach Frankreich.
Heute ist Puerto del Rosario das Verwaltungszentrum der gleichnamigen Gemeinde und gleichzeitig der gesamten Insel Fuerteventura.

## Verkehr
Etwas südlich der Hauptstadt liegt der internationale Flughafen Fuerteventura (Aeropuerto del Matorral). Hier werden Linien- und Charterflüge in viele Länder Europas abgefertigt. Außerdem verkehren hier die regionalen Flugzeuge zu den Nachbarinseln.

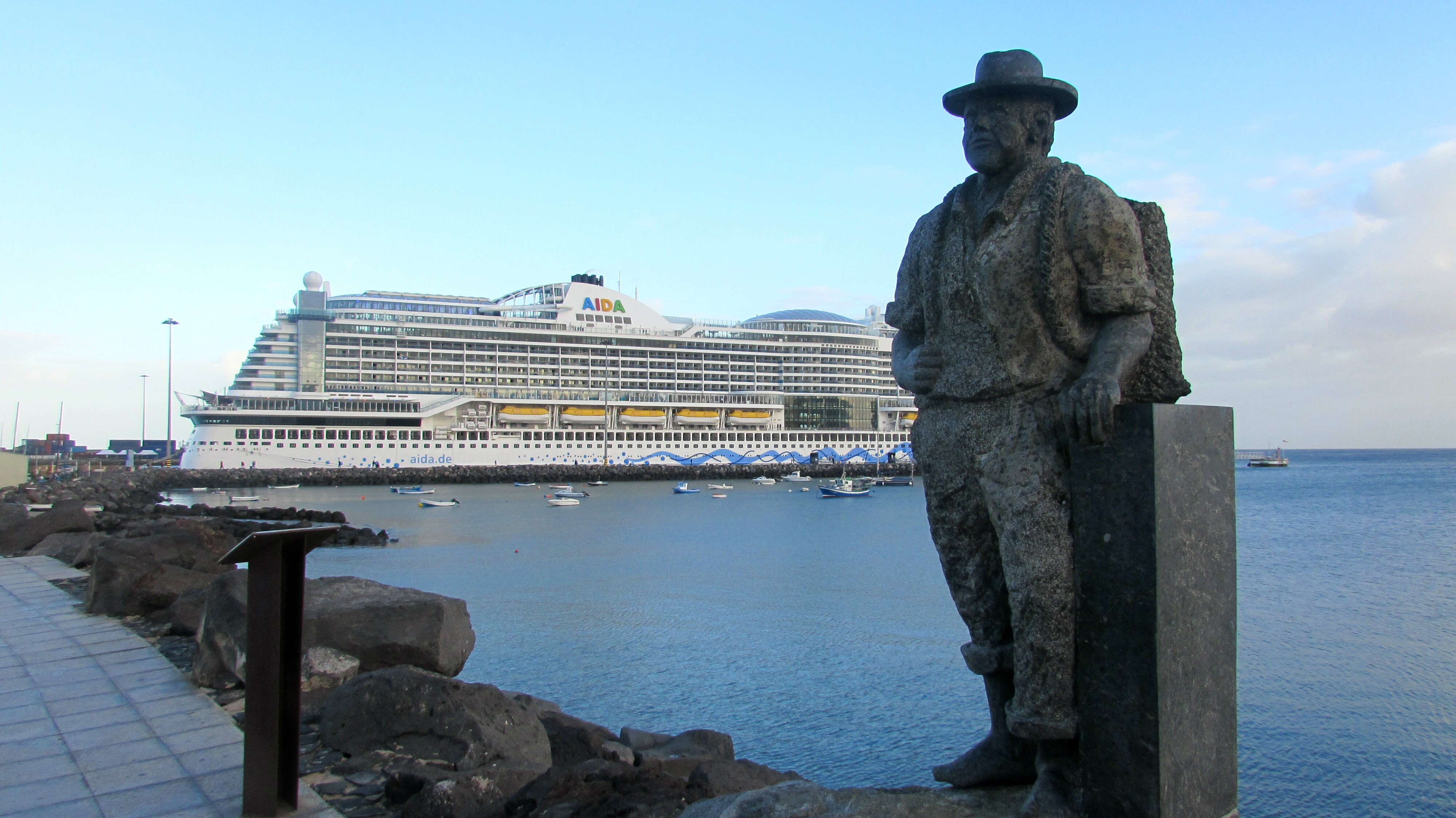
Kreuzfahrtschiff im Hafen (2018)

Der Seehafen ist der größte Umschlagort der Insel. Am 22. September 2007 wurde er zum offiziellen Schengenhafen. Danach wurden Grenzkontrollen zur Aus- und Einreise aus und in die Europäische Union eingerichtet. Das hat Auswirkungen auf die Wirtschaft der Insel und auf einige Schifffahrtslinien. Anlass war die neue direkte Fährverbindung zum marokkanischen Hafen Tarfaya,
die seit Anfang 2008 von der Reederei Naviera Armas betrieben wurde. Diese wurde allerdings für unbestimmte Zeit unterbrochen, als die Autofähre Assalama am 30. April 2008 vor Tarfaya sank.

## Sehenswürdigkeiten

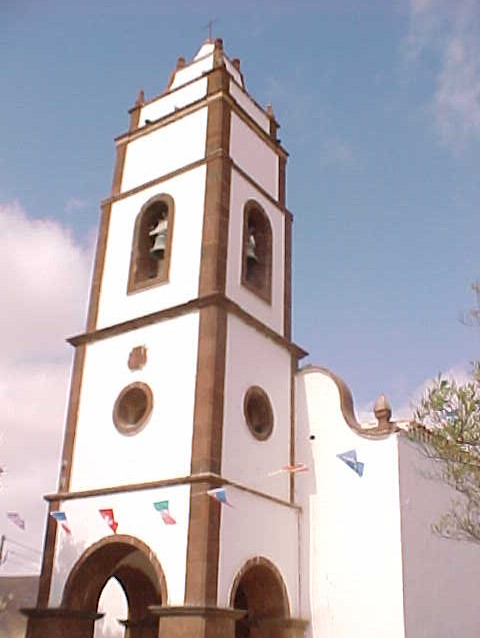
Iglesia Santo Domingo de Guzmán

- Casa Museo Miguel de Unamuno, Museum des verbannten Schriftstellers
- Ecomuseo La Alcogida
- Auditorium mit 600 Plätzen
- Iglesia de Nuestra Señora del Rosario
- Iglesia de Santa Ana
- Iglesia Santo Domingo de Guzmán
- Ermita de San Agustín
- Ermita de Nuestra Señora del Socorro
- Ermita de Nuestra Señora de la Concepción
- Ermita de San Pedro Alcántara